# Volby do Sněmovny lidu Federálního shromáždění 1990
Volby do Sněmovny lidu Federálního shromáždění se konaly ve dnech 8.–9. června 1990. Z celkem 150 mandátů připadalo 101 na Českou republiku a 49 na Slovenskou republiku. O 101 křesel v ČR se ucházelo 16 stran a hnutí. Jednalo se o první svobodné volby od roku 1946 a první svobodné a demokratické volby od roku 1935.
Ve volbách zvítězilo Občanské fórum, následované Komunistickou stranou Československa, Veřejností proti náslí, Křesťanskodemokratickým hnutím, Křesťanskou a demokratickou unií, Hnutím za samosprávnou demokracii, Slovenskou národní stranou a hnutím Spolužitie.

## Výsledky voleb v Česku

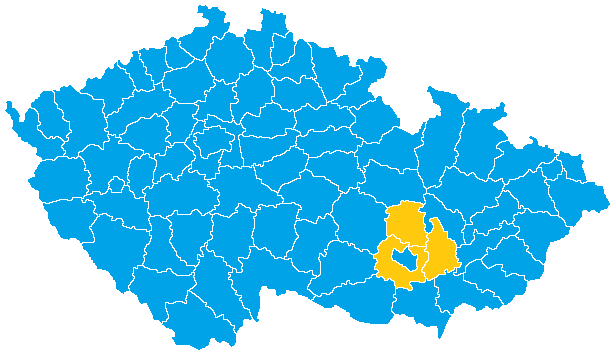
Vítězné strany podle okresů (světle modrá OF, zlatá HSD-SMS)

| Strana, koalice, hnutí                                             | Počet hlasů | %       | PM  |
| ------------------------------------------------------------------ | ----------- | ------- | --- |
| Občanské fórum                                                     | 3 851 172   | 53,15 % | 68  |
| Komunistická strana Československa                                 | 976 996     | 13,48 % | 15  |
| Křesťanská a demokratická unie                                     | 629 359     | 8,69 %  | 9   |
| Hnutí za samosprávnou demokracii - Společnost pro Moravu a Slezsko | 572 015     | 7,89 %  | 9   |
| Československá sociální demokracie                                 | 278 280     | 3,84 %  | 0   |
| Spojenectví zemědělců a venkova                                    | 273 175     | 3,77 %  | 0   |
| Strana zelených                                                    | 224 432     | 3,10 %  | 0   |
| Československá strana socialistická                                | 199 446     | 2,75 %  | 0   |
| Všelidová demokratická strana, Sdružení pro republiku              | 67 781      | 0,94 %  | 0   |
| Svobodný blok                                                      | 57 925      | 0,80 %  | 0   |
| Volební seskupení zájmových svazů v ČR                             | 47 971      | 0,66 %  | 0   |
| Československé demokratické fórum                                  | 22 866      | 0,32 %  | 0   |
| Hnutí za občanskou svobodu                                         | 21 585      | 0,30 %  | 0   |
| Strana přátel piva                                                 | 8 943       | 0,12 %  | 0   |
| Hnutí československého porozumění                                  | 8 032       | 0,11 %  | 0   |
| Soužití a Maďarské kresťansko-demokratické hnutie                  | 5 472       | 0,08 %  | 0   |
| celkem                                                             | 7 245 450   | 100 %   | 101 |

## Výsledky voleb na Slovensku
| Strana                             | Počet hlasů | Procentuální vyjádření | Počet mandátů |
| ---------------------------------- | ----------- | ---------------------- | ------------- |
| Verejnosť proti násiliu            |             | 32,5 %                 | 19            |
| Kresťanskodemokratické hnutie      |             | 18,9 %                 | 11            |
| Komunistická strana Československa |             | 13,8 %                 | 8             |
| Slovenská národná strana           |             | 10,9 %                 | 6             |
| Spolužitie                         |             | 8,6 %                  | 5             |
| ostatní                            |             | 15,1 %                 | 0             |
| celkem                             | '           | 100 %                  | 49            |